# Peary (Mondkrater)
Der Mondkrater Peary ist eine Wallebene mit einem Durchmesser von 85 km nahe dem Nordpol des Erdmondes.
Peary berührt mit seinem Kraterrand den Nordpol und ist damit die dem Pol am nächsten gelegene Struktur. Ebenso wie seine südlichen Nachbarn Byrd und Hermite im Westen ist er von der Erde aus durch die Libration nur zeitweilig ganz am Rand sichtbar. Seine hochgelegenen Ränder und einige Höhen in der Umgebung befinden sich immer im Sonnenlicht und werden – wie am Mondsüdpol – „Berge des ewigen Lichts“ genannt.
In den seit einigen Jahren verfolgten Plänen für ein ständiges Mond-Observatorium wird Peary deshalb als ein möglicher Standort in Betracht gezogen, aber auch die Region des Kraters Shackleton in der Nähe des Südpols wird diskutiert. In der Umgebung beider Mondpole wurden 1996 erstmals Spuren von Wassereis geortet, was neben den günstigen astronomischen Beobachtungsbedingungen ein Plus für eine permanente Mondstation wäre.